# 佩尼貝蒂科山脈

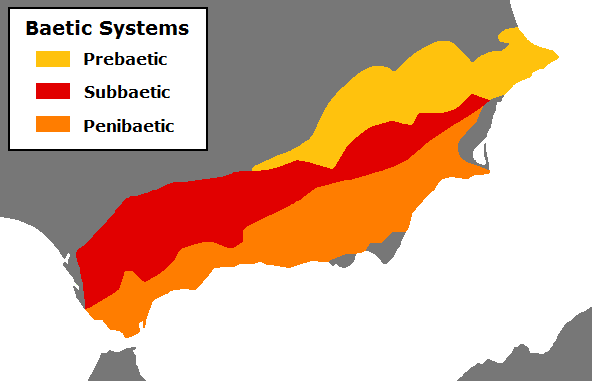

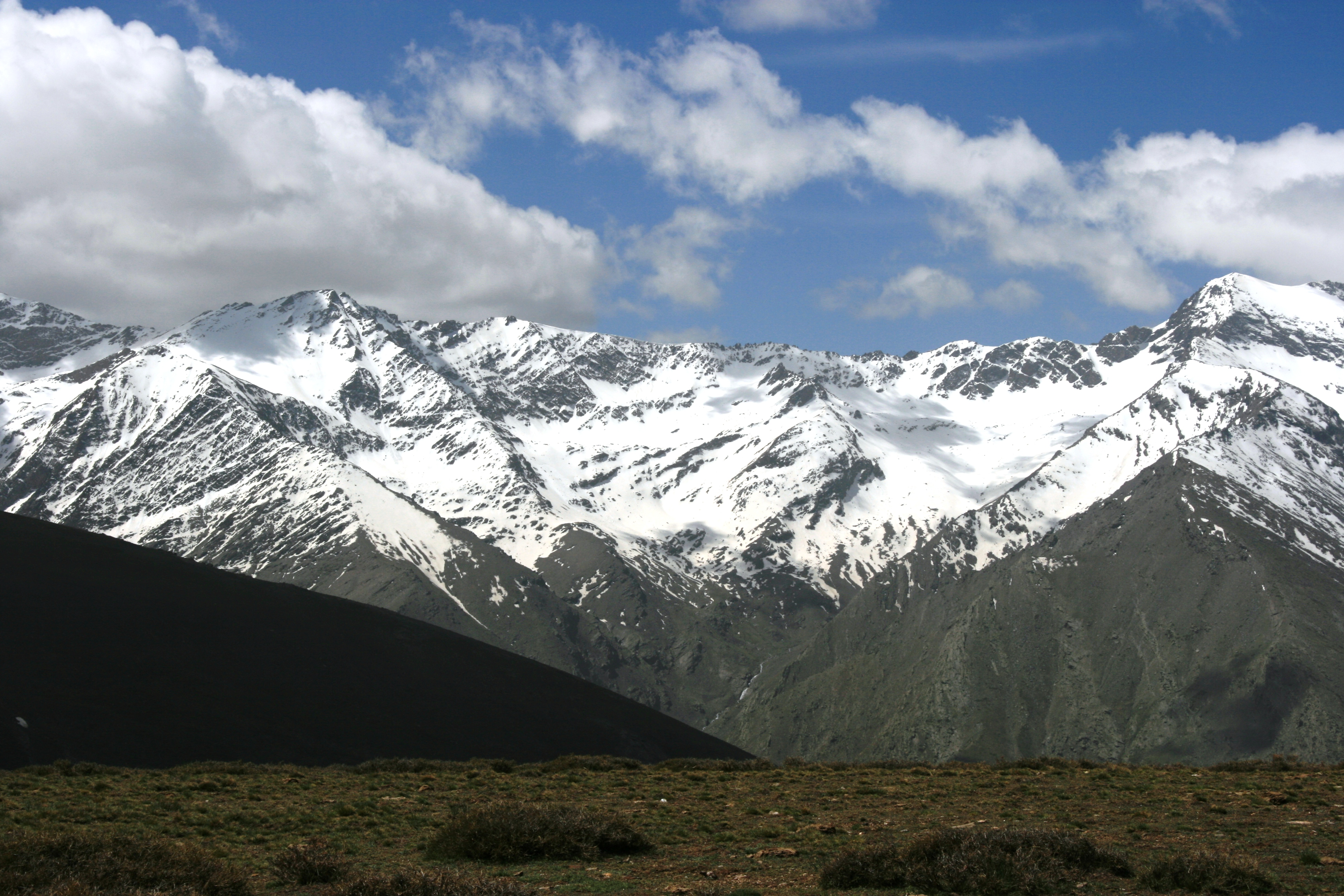

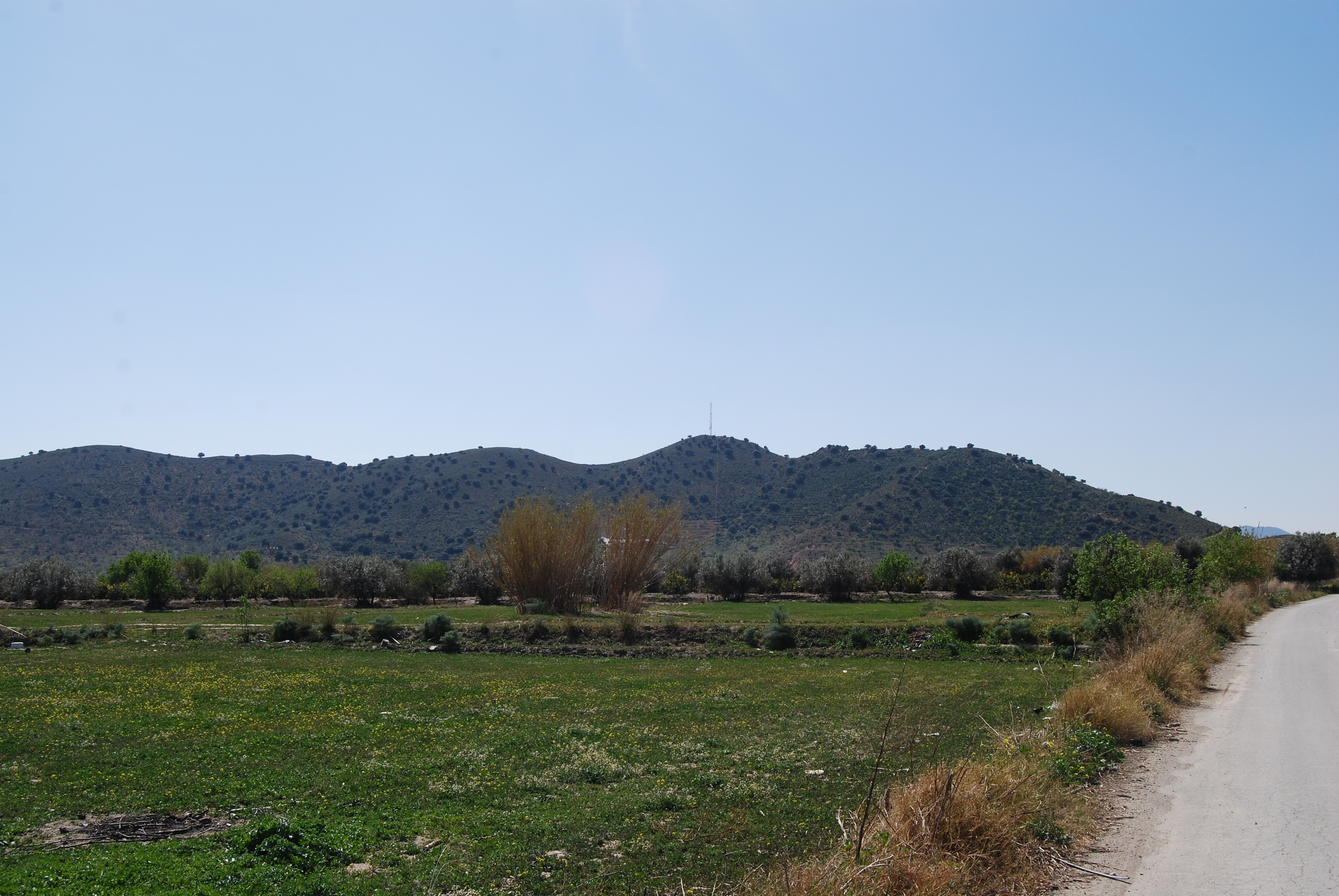

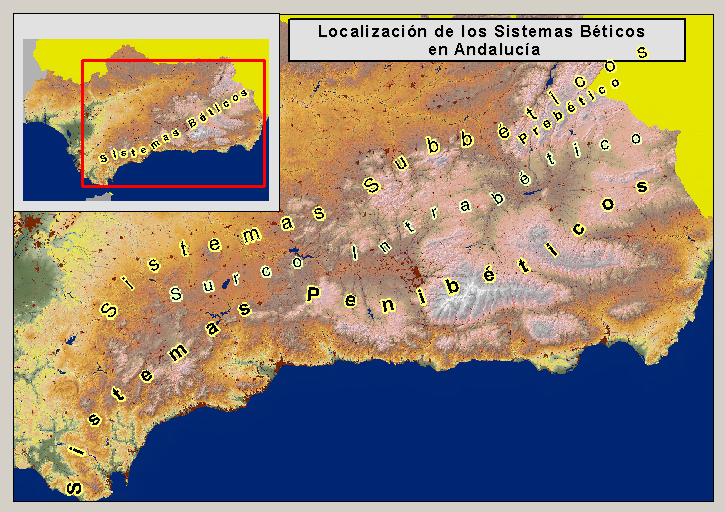

佩尼貝蒂科山脈（西班牙語：Cordillera Penibética）是西班牙的山脈，屬於貝蒂科山脈的一部分，長505公里、寬63公里，最高點海拔高度3,479米，山體在新生代由石灰岩組成。

## 子山脉
- 直布羅陀巨巖
- 阿爾米哈拉山脈
- 涅韋斯山脈
- 布蘭卡山脈
- 特赫達山脈
- 阿利亞馬山脈
- 內華達山脈
- 孔特拉維耶薩山脈
- 科戈略斯山脈
- 巴薩山脈
- 菲拉布雷斯山脈
- 阿哈米亞山脈
- 埃斯普尼亞山脈